# Station Pępowo
Station Pępowo is een spoorwegstation in de Poolse plaats Pępowo.